# Synagoge (Jánoshalma)

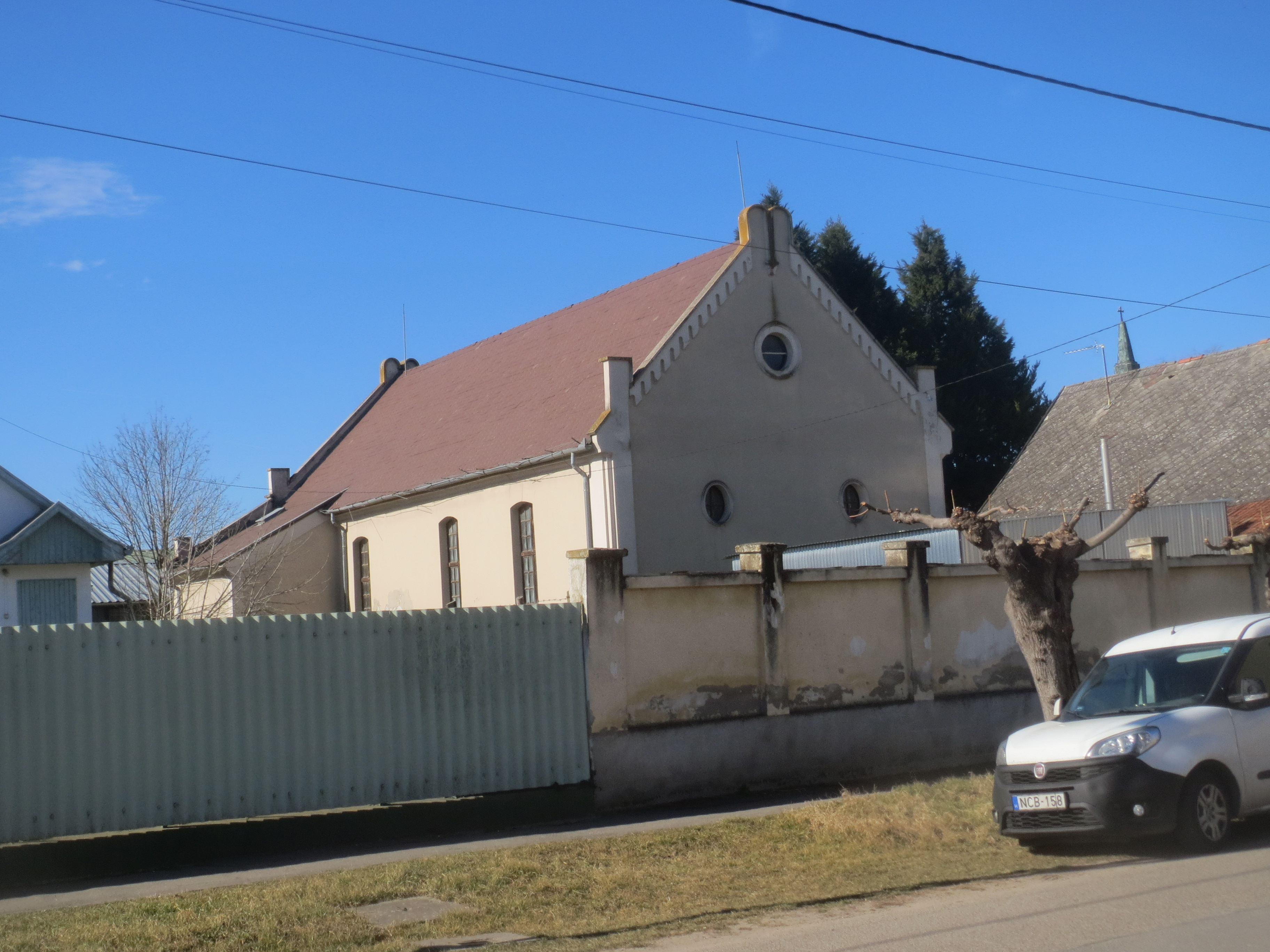
Synagoge in Jánoshalma

Die Synagoge in Jánoshalma, einer ungarischen Stadt im Komitat Bács-Kiskun, wurde in den 1820er Jahren errichtet. Sie wird heute für kulturelle Zwecke genutzt.

## Geschichte
Die Synagoge stammt von circa 1820. Größere An- und Umbauten fanden um 1880 statt. 
Im Jahr 2001 wurde sie umfassend renoviert. Dabei blieb die Ausstattung im Inneren vollständig erhalten. Neben der Nutzung für kulturelle Zwecke gibt es ein Museum mit Archivmaterial der jüdischen Gemeinschaft.

## Architektur
Ursprünglich handelte es sich um ein einfaches Gebäude mit einem Giebeldach. An den Giebelenden befinden sich die Gesetzestafeln. An der Süd- und Nordseite waren (und sind) je drei Fenster mit Segmentbögen. An der Ostwand, hinter der der Toraschrein steht, befinden sich drei Okuli, die beiden rechts und links in Ellipsenform und darüber ein kreisförmiges.
Der Eingangsbereich im Westen wurde bei den Umbauarbeiten durch Seitenflügel erweitert. Hier befinden sich drei Eingangstüren, im zentralen Bereich zwei Spitzbogenfenster und darüber zwei runde Okuli. Der Seitenflügel an der Nordseite hat ein weiteres kleines Rechteckfenster.

### Inneres
Die U-förmige Frauenempore stammt vermutlich aus der Zeit des Umbaus. Sie wird von gusseisernen Pfeilern gestützt. Entlang der Süd- und Westseite reicht sie nur auf halber Länge in den Raum.
Die Bima in der Raummitte ist von einem hölzernen Geländer umgeben und nur unwesentlich höher als die sie umgebenen Bänke.
Der Toraschrein wird von zwei Säulen und den beiden elliptischen Okuli eingerahmt. Über dem Architrav ist ein Halbkreisbogen mit den Gesetzestafeln.